# 魁北克城堡

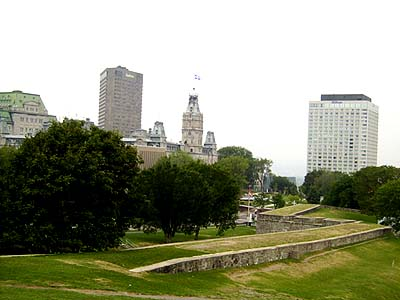
魁北克要塞和魁北克省议会大厦

魁北克要塞（法語：Citadelle de Québec）是一处现役的军事基地，同时也是加拿大国王和該國总督的一处官邸，它位于魁北克市戴蒙岬角的顶部，与亚伯拉罕平原相邻。
魁北克要塞拥有加拿大最古老的军事建筑，属于魁北克城整体防御工事的一部分，而后者是北美仅有的两个带城墙的城市之一（另一个是墨西哥的坎佩切）
法国人早在1608年就已经意识到了戴蒙岬角的战略重要性，所以他们很早就在此处修建了防御工事。英国人在征服了新法兰西后，于1820年到1850年期间修建了现在的魁北克要塞，目的是为了防御潜在的来自美国人的进攻。1871年，英国人正式将魁北克堡垒移交給加拿大政府，接下来成为加拿大武装部队的一处军事基地，同时也是英国王室與加拿大總督的一处官邸。
1946年魁北克堡要塞为加拿大国家历史遗迹，而魁北克老城（包含魁北克要塞）则在1985年被联合国教科文组织列为世界文化遗产，现在魁北克要塞每年要接待大约20万名访客。

## 历史
1608年尚普兰发现了戴蒙岬角的战略价值，这促使他在岬角悬崖的基础上修建了魁北克城，悬崖只有西部没有受到山崖的天然保护，所以在西部修建了重型要塞，其他方向事实上是无法逾越的。

### 法国统治时期
第一座防御性的城墙由时任新法兰西的总督路易-德-布瓦德下令修建，建成时正赶上1690年的魁北克战役。三年后，军方工程师雅克·莱瓦瑟尔·德内雷设计开发了由工程师约书亚·博伊斯伯特洛特·德·博库尔斯规划的75米宽的新城墙计划。该项目最终于1701年得到了路易十四的军需大臣塞巴斯蒂安·勒普雷斯特雷·德·瓦班的批准。
虽然魁北克城的重要性和易受攻击无需质疑，但法国政府认为修建一个完整要塞的计划实在太费钱了，在1745年丢失了路易斯堡之后，在军事工程师加斯帕德-约瑟夫·乔塞格罗斯·德·莱里的指导下完成了一部分城墙的修建工作。

### 英国统治时期
詹姆士-穆雷将军是英国统治下的首任英属魁北克副总督，他意识到了魁北克城防御的弱点（事实上，穆雷的职位之所以存在恰恰是因为英国人在1763年，也就是他被任命为总督的4年前攻占了魁北克城）。穆雷极力主张修建一个要塞，但是威斯敏斯特的帝国政府和他们的法国同行一样，认为一个大型要塞缺乏价值，所以开始只修了一个小型的木制要塞。
美国独立战争期间，起义军在理查德-蒙哥马利将军以及本尼迪克特-阿诺德将军的带领下，在夺取了蒙特利尔之后于12月31日企图攻占魁北克城，结果蒙哥马利战死，阿诺德受伤，从而被迫撤退。后来美国人又一次企图对魁北克进行围城，但英军在1776年春天增援后，美国人再次撤军。

### 近现代
由于英美双方之间的紧张局势，也出于担心18世纪晚期在北美殖民地日益增长的的叛乱，英国人加强了其在北美殖民地的防御，该计划于1790年由加瑟-曼恩制定。1812年，环绕上城区的城墙以及四个亚伯拉罕平原上的碉堡（今天依然存在）完成。本来曼恩的计划当中包括一个关键的要塞，但是由于成本太高，该要塞没有建造。
情况随着1812年战争的发生得到了改变，作为时任英属北美总督里奇蒙德协调的一项广泛加强加拿大防御的计划的一部分，1820年到1850年期间，如今的星型要塞在皇家工程师伊利亚斯-沃克-邓弗德少校的指挥下陆续进行修建。要塞的设计目的是保护魁北克城防御美国人的进攻，同时也是給英军守备部队提供一个受到进攻或者叛乱发生时的一处避难所，该要塞整合了法国人1745年修建的围墙，布局则基于塞巴斯蒂安·勒普雷斯特雷·德·瓦班的设计包含了军械库，弹药库和补给仓，同时还有一个军营。然而这些设计和其他欧洲同时代的军事建筑相比稍显过时。
1867年加拿大联邦成立后，加拿大开始自己负责防御，英国人于1871年离开了魁北克要塞，皇家加拿大炮兵在这里设立了两个营，建立了一所炮兵学院，紧接着又建了一所骑兵学校。自19世纪晚期之后，要塞驻扎士兵的生活条件逐渐得到改善，这里新设了食堂，地堡也变得更加舒适。魁北克的防御工事系统大部分得到保存，这其中时任加拿大总督杜弗兰侯爵的干预功不可没，他还在1872年将他的官邸设置在魁北克要塞，这其实是恢复了自新法兰西成立以来的一项传统。自从1920年以来，魁北克要塞一直是加拿大军队皇家第22军团的驻扎基地。
1943年和1944年的两次魁北克会议在魁北克要塞举行，期间时任加拿大总督阿斯隆伯爵，加拿大总理威廉-里昂-麦肯锡-金，英国首相温斯顿-丘吉尔，和美国总统富兰克林-罗斯福一起商讨了第二次世界大战的战略。
1946年，加拿大历史遗迹委员会将魁北克要塞设为国家历史遗迹。1985年，魁北克老城历史区域（包含魁北克要塞）被联合国教科文组织设为世界文化遗产。

## 功能
魁北克堡垒是加拿大军队一所现役的军事基地，同时也是英国王室以及总督的一处官邸，传统上加拿大总督会在夏天或其他时候在这儿住上几周。这里和渥太华的总督府一样，也是国家的颁奖授勋仪式以及高阶官员和各国大使的入职/离开典礼的举办地。这里也对公众开放，包括访客项目和全年免费参观公共房间，还有针对学生教育性的参观，每年吸引大约20万访客。
皇家第二十二军团许多军事典礼在魁北克堡垒的广场上进行，包括哨兵换岗，指挥官换职，以及每一代军团吉祥物山羊“巴蒂斯”的入职祝福礼。除此之外这里每天正午会鸣炮一响，声音响彻全城，起先每天会鸣两次，一次是中午12点提醒魁北克的居民午餐和祈祷，另一次是晚上9点30，标志着士兵们的宵禁开始，该传统从1871年开始流传至今。

## 建筑
要塞呈非对称星型，包含四个堡垒以及三排幕墙，全都使用本地开采的砂岩建成，要塞内部包含24座建筑物，大部分由灰岩建成。
王室&总督官邸
1831年由英军建成的军官营房是一座新诺曼风格的建筑，自从1872年以来一直作为加拿大总督的一处官邸，这所官邸总共有153间房间，占地4459平方米，里面还包括总督秘书的办公室。
入口需要通过一个双层的大门，上方则是一个新古典主义风格的门廊，上面刻着“总督府”以及皇家加拿大军队的徽章。进去之后是一个铺着大理石地面的门厅，这里有一个台阶通向地下室，再穿过一处带有铅封玻璃和扇形窗的半透明的屏风，里面是一座大厅，两个房间都是格鲁吉亚风格，充满米色，淡黄色和金色。另外有一个小餐厅也是类似格鲁吉亚风格装饰，具有粉蓝色的墙面和白色的镶边，屋顶挂着两个水晶枝型吊灯。
总督官邸就在大楼之后，为了举办舞会和居家使用而修的附加建筑物里面有一间舞厅和日光浴室，但发生在1976年2月2日的一场火灾摧毁了他们，官邸的其他房间也遭受了烟熏和水淹的损害。加拿大的公共事务和政府业务部（魁北克堡垒的基础设施由这个部门负责监管）重建了原先的附楼，还在受损的后1872年代的附属建筑的地址上修建了新的公共房间，这项工作于1984年完成。
新修的附楼位于1831年建筑的东部尽头，和该建筑主楼有一个细微的角度，翼楼的顶部是铜质的，外墙和相邻的建筑一样皆为石质，但运用了更规则的部件尺寸，还有平平无奇的壁柱和窗户上的浮雕，同时整体更加忽略细节。翼楼拥有单独的入口和前厅，里面有一个双螺旋的楼梯通向主楼层，楼梯的木制扶手和铝制柱子之间有凹洞和雕刻。上层分布着一处活动空间，一个大厅和一间带有阳台的日光浴室，那儿可以俯视圣劳伦斯河，前两个区域都拥有桶形的拱顶，两者通过屋顶狭窄连续的天窗相连，屋顶下方挂着长短不一的水晶吊坠，自然光通过这些吊坠传到屋里。这座现代附属建筑物的内部由魁北克艺术家玛德琳·阿尔布尔设计，她从魁北克冬天的颜色当中获取了灵感，并且使用加拿大本地的建筑材料，包括花岗岩，胡桃木和铝。官邸装饰来自于皇家收藏，大部分是新法兰西风格，混合着古代和当代加拿大艺术。
皇家第二十二军团博物馆
建于1750年的15号楼另一个名字是火药库，他是皇家第二十二军团博物馆和加拿大武装部队博物馆的所在地，这里收集，保存和展示加拿大有重要军事意义的物品，作为博物馆，他的特色展品包含各种武器，制服和其他第二十二军团的物品。此外，该博物馆也是某些组织的成员，包括CMA加拿大博物馆协会，CHIN加拿大遗址信息网络，加拿大军事博物馆组织以及加拿大虚拟博物馆。